# 红翅凤头鹃

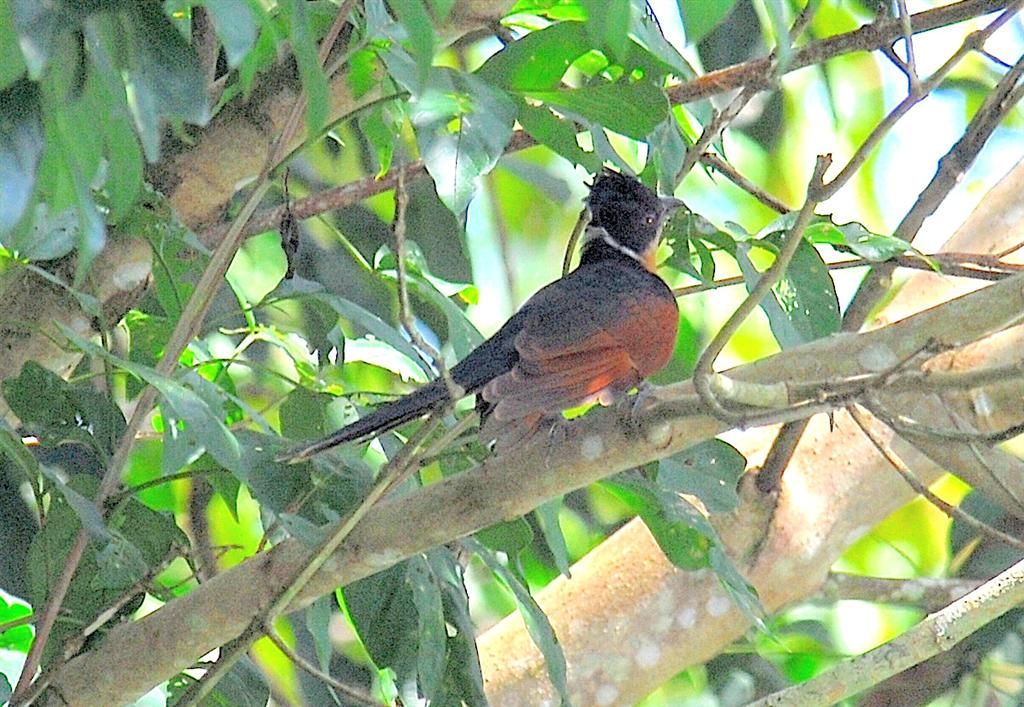

红翅凤头鹃（学名：Clamator coromandus），又名紅翅鳳頭鵑、栗翅鳳鵑、红翅凤头郭公，为杜鹃科鳳鵑屬的鸟类。是一種分布於東南亞和南亞部分地區的杜鵑。它擁有深色有光澤的上半部、黑色頭部並帶有長冠、栗色翅膀、長而漸層的光澤黑色尾巴、棕紅色喉部、暗色腹部，以及一條狹窄的白色後頸半圈。它們在喜馬拉雅山一帶繁殖，冬季遷徙至斯里蘭卡、印度南部和包括印尼、泰國及菲律賓部分地區的熱帶東南亞。這種鳥類約有47 cm（19英寸）長。

## 描述
這種深色且帶冠的杜鵑擁有栗色翅膀、光澤黑色冠以及一條漸層尾巴（羽毛從中央向外逐步縮短），尾羽的末端邊緣為白色，不如分布於其部分範圍內的斑翅鳳頭鵑的白色尾尖那樣顯眼。頭部的黑色頂冠與背部的黑色之間被一條延伸至頸側的白色領圈所隔開。下半身呈棕紅色，並在接近肛門處轉為深灰色。幼鳥顏色較暗，翅膀羽毛呈鱗狀外觀。

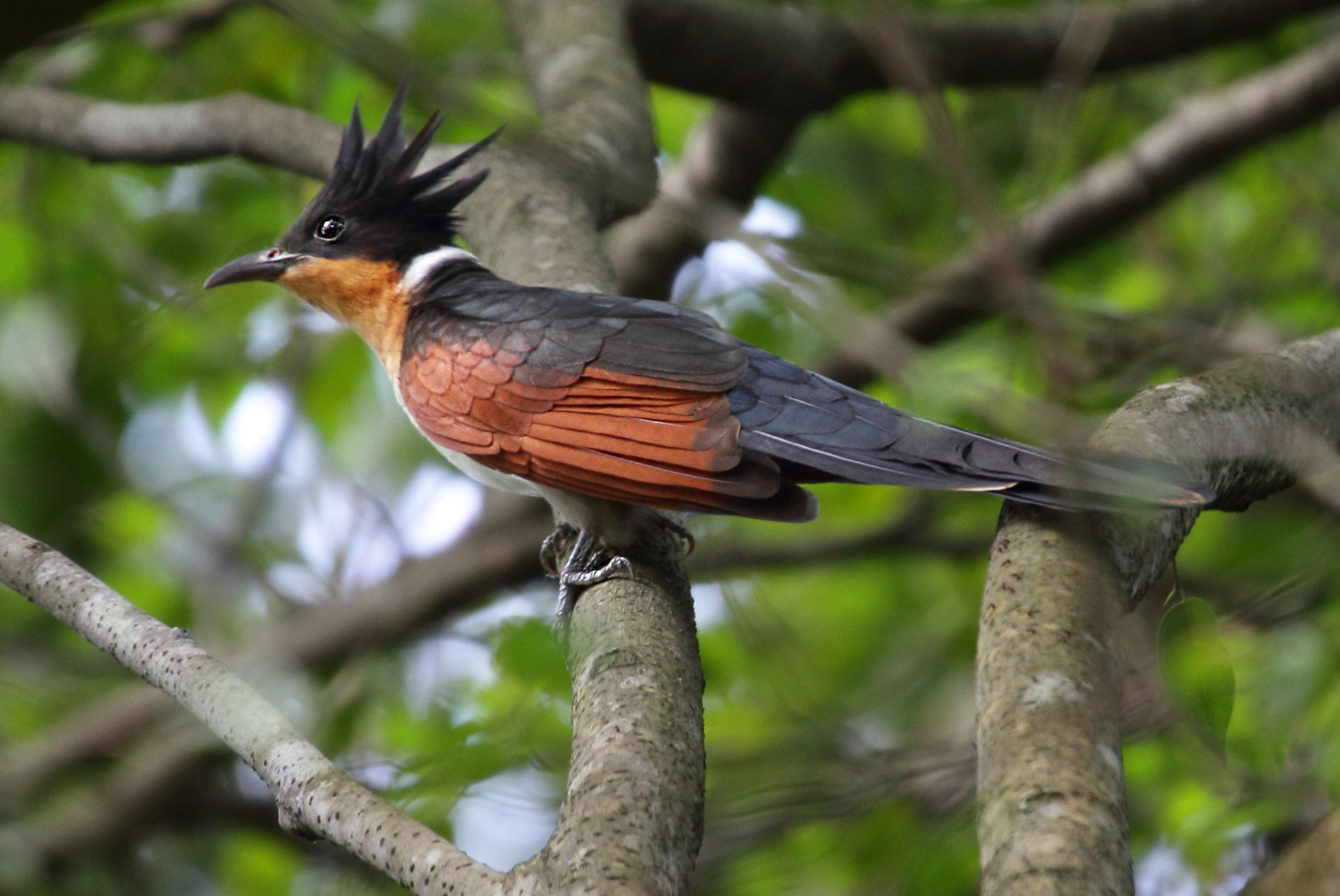
冠郭公 新加坡, Dec 2012, by William Lee

## 分類
該物種於1766年首次由林奈給予雙名法名稱。他對此鳥的描述（當時稱為Cuculus coromandus）是基於布里松的筆記，布里松將其描述為“Le coucou huppé de Coromandel”，該鳥是在印度科羅曼德海岸（可能靠近當時的法國聚落朋迪榭里）採集的。布豐注意到該物種與斑翅鳳頭鵑的密切關係，並將其稱為“le Jacobin huppé de Coromande”。 該物種後來被歸入Coccystes、Oxylophus等屬，最終被歸入鳳鵑屬（Clamator）。

## 分布

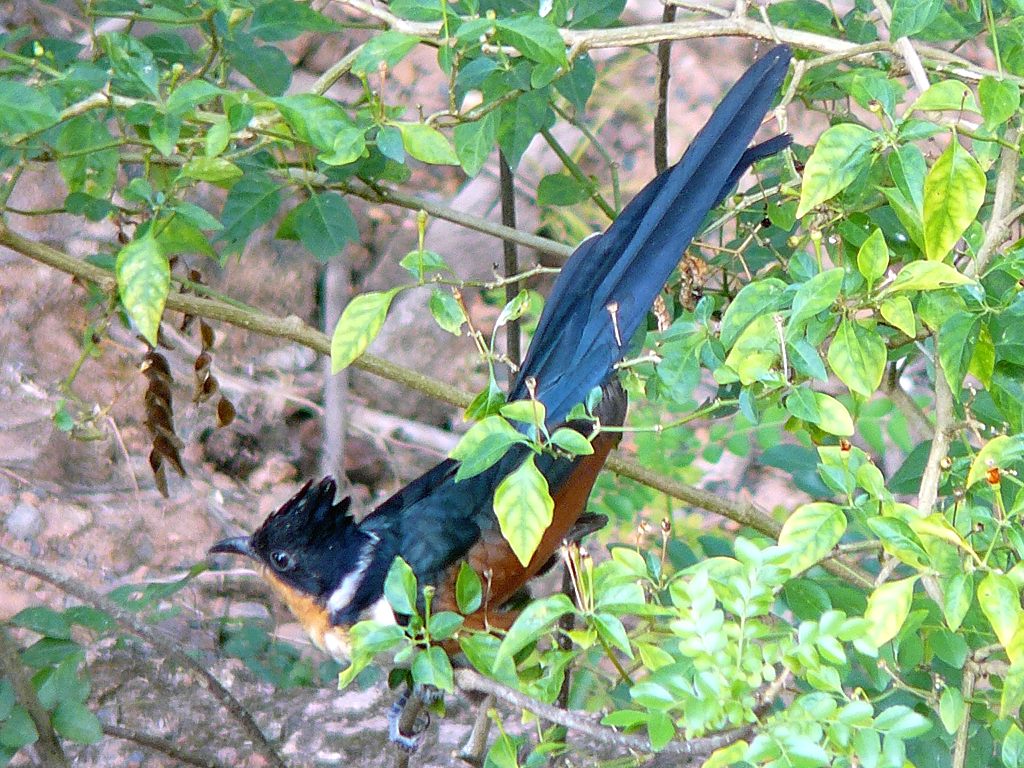
喀拉拉邦, 印度

該物種分布於西喜馬拉雅山至東喜馬拉雅山，並延伸至東南亞。它曾在印度、尼泊爾、中國、印尼、老撾、不丹、孟加拉、柬埔寨、泰國、緬甸、馬來西亞、越南、斯里蘭卡和菲律賓有記錄。 一些族群可能並不遷徙。
在印度的遷徙季節，它沿著東高止山脈向南遷徙，疲憊的個體經常在住宅區附近被發現。 在十月中旬，它們會大量出現在卡利梅爾角，可能會進入斯里蘭卡。部分似乎在西高止山脈過冬。
在中國，分布於台湾及中国大陆的东南沿海各省、自江苏西至甘肃、四川、云南等地。通常在林木较多但较开阔的山坡、山脚或平原活动，在较广阔的园林中也易见到，偶见于住宅旁的孤立树上。该物种的模式产地在印度科罗曼德尔。

## 行為
這種杜鵑有時會加入混種覓食群，通常單獨出現。繁殖季節在夏季，它被認為主要在噪鶥屬（Garrulax）噪鶥的巢中產卵，特別是小黑領噪鶥（G. monileger）和黑領噪鶥（G. pectoralis）。 鳥蛋非常圓。 它們的叫聲包括用短間隔反復發出的笛聲雙音符。